# Kainussaari (ö i Satakunta)
Kainussaari är en ö i Finland. Den ligger i sjön Narvijärvi och i kommunen Raumo i den ekonomiska regionen  Raumo ekonomiska region  och landskapet Satakunta, i den sydvästra delen av landet, 190 km nordväst om huvudstaden Helsingfors. Öns area är 6,6 hektar och dess största längd är 410 meter i sydöst-nordvästlig riktning.